# Andrej Znoska
Mons. Andrej Znoska (* 20. června 1980, Bjarozaŭka) je běloruský římskokatolický duchovní a pomocný biskup pinské diecéze.

## Život
Narodil se 20. června 1980 ve městě Bjarozaŭka.
Dne 28. květen 2005 byl vysvěcen na kněze a inkardinován do grodněnské diecéze. Stal se farním vikářem katedrály svatého Františka Xaverského v Grodnu. Roku 2012 dokončil studium práv Běloruské státní univerzity a stejného roku byl převeden do farnosti v Lidě. O dva roky později byl jmenován právníkem církevního soudu v Grodnu.
Absolvoval též studium kanonického práva na Univerzitě kardinála Stefana Wyszyńského ve Varšavě. Od roku 2018 přednášel v Grodněnském kněžském semináři. Později byl jmenován kanovníkem kapituly v Grodnu. Dne 19. července 2024 jej papež František jmenoval pomocným biskupem pinské diecéze a titulárním biskupem ze Skradinu. Biskupské svěcení přijal 7. září z rukou arcibiskupa Ante Joziće a spolusvětiteli byli biskup Antoni Dziemianko a arcibiskup Iosif Stanieuski.